# (6634) 1987 KB
(6634) 1987 KB là một tiểu hành tinh vành đai chính. Nó được phát hiện ở Observatório de Campinas in Brazil ngày 23 tháng 5 năm 1987.